# 32 décembre
32 décembre est le deuxième tome de La Tétralogie du Monstre dessinée et écrite par Enki Bilal, parue en 2003.

## Synopsis
Ce deuxième tome de la série se déroule environ six mois après le premier tome Le Sommeil du Monstre.
Amir est suivi médicalement par Rinat Gazzaev, qui le met en isolement de son amie Sacha Krylova. Ses amis ignorent qu'il est encore en vie.
Nike Hatzfeld a retrouvé Pamela Fisher, mais ne reforme pas son couple avec elle.
Il reçoit une invitation (sous la forme d'un missile miniature gravant le texte de l'invitation dans le sol de la terrasse où il se trouvait) de la part d'un artiste nommé Holeraw pour un happening artistique, une soirée sur le thème du blanc.
Leyla travaille au site de l'aigle, un site ultra-protégé où se trouveraient les preuves qui justifieraient une remise en cause totale du savoir. Elle invite dix personnalités, dont Nike Hatzfeld, à se rendre au site de l'aigle pour constater ce qui s'y trouve.

## Ambiance
Là où le premier tome mettait en œuvre une histoire sombre et violente de par son rapport avec les conflits en ex-Yougoslavie, le second se distingue par son irréalité : certains éléments peuvent être qualifiés de psychédéliques, voire absurdes et d'un onirisme cauchemardesque.
L'art est présenté comme dangereux car les événements cauchemardesques qui se déroulent sont présentés comme des gestes artistiques (les happenings de Holeraw, anagramme de Warhole, protagoniste principal du premier tome).

## Publication
- Les Humanoïdes Associés, juillet 2003

## Prix
- 2004 : prix Micheluzzi de la meilleure bande dessinée (Italie)